# Indiani Wabash
I Wabash sono stati una tribù di nativi americani,  altrimenti nota come confederazione dei Wabash (Wabash Confederacy), stanziata nel XVIII secolo lungo il corso del fiume Wabash nel territorio degli attuali stati americani di Illinois, Indiana, e Ohio.
I Wabash erano prevalentemente indiani di etnia Wea e Piankashaw, ma anche Kickapoo, Mascouten ed altre. 
Le tribù indiane all'epoca non costituivano delle entità politicamente determinate, e i villaggi presso il fiume Wabash riunivano più tribù senza un'amministrazione centralizzata. La 'confederazione' era in realtà una libera alleanza di capi-tribù. 
Nell'ultimo decennio del Settecento i capi-tribù della confederazione si allearono con altre confederazioni dell'Ohio e dell'Illinois per formare una sorta di resistenza comune contro l'espansione statunitense dopo la rivoluzione americana. Il movimento di resistenza culminò con la guerra degli indiani nordoccidentali, generalmente nota come "guerra di Piccola Tartaruga":.